# مقیاس فاصله اجتماعی بوگاردوس
مقیاس فاصله اجتماعی بوگاردوس (به انگلیسی: Bogardus social distance scale) یک تست روان‌شناسی و مقیاس علوم اجتماعی است که توسط اموری استفن بوگاردوس (۲۱ فوریه ۱۸۸۲–۲۱ اوت ۱۹۷۳) جامعه‌شناس آمریکایی ساخته شده‌است تا به‌طور تجربی تمایل افراد را برای مشارکت در تماس‌های اجتماعی با درجات مختلف نزدیکی با اعضای گروه‌های اجتماعی متعدد همانند گروه‌های نژادی و قومی را بسنجد.
این مقیاس از افراد می‌پرسد تا چه حد اعضا هر گروه پذیرفته می‌شوند (نمره ۱٫۰۰ برای گروهی در نظر گرفته می‌شود که دارای فاصله اجتماعی نیست):
- به عنوان بستگان نزدیک از طریق ازدواج (یعنی، به عنوان همسر قانونی یک خویشاوند نزدیک) (امتیاز ۱٫۰۰)
- به عنوان دوستان شخصی نزدیک من (۲٫۰۰)
- به عنوان همسایه در همان خیابان (۳٫۰۰)
- به عنوان همکاران در همان کار من (۴٫۰۰)
- به عنوان شهروند در کشور من (۵٫۰۰)
- به عنوان مسافر غیرشهروندی در کشور من (۶٫۰۰)
- ممنوعیت از ورود به کشور من (۷٫۰۰)

«مقیاس فاصله اجتماعی بوگاردوس» یک مقیاس تجمعی (همانند مقیاس گاتمن) است زیرا توافق با هر گزینه به معنای توافق با همه موارد پیشین است.
پژوهش‌های بوگاردوس نخست در سال ۱۹۲۵ و سپس در سال‌های ۱۹۴۶، ۱۹۵۶ و ۱۹۶۶ تکرار شد و نشان می‌داد فاصله اجتماعی در ایالات متحده کمی کاهش می‌یابد و تمایزهای بین گروه‌ها کمتر می‌شود. این مطالعه در سال ۲۰۰۵ نیز تکرار شد. نتایج از وجود این گرایش پشتیبانی می‌کند و نشان می‌دهد میانگین فاصله اجتماعی در مقایسه با مطالعات پبشین کاهش یافته‌است.
از نظر بوگاردوس، فاصله اجتماعی تابعی از فاصله عاطفی بین اعضای دو گروه است: «[در] مطالعات فاصله اجتماعی، مرکز توجه بر واکنش‌های احساسی افراد نسبت به افراد و گروه‌های مردمان دیگر است.» بنابراین، از نظر او، فاصله اجتماعی اساساً معیاری است برای اینکه اعضای یک گروه چقدر نسبت به گروه دیگر احساس همدردی می‌کنند.

## انتقادات
- فرض یک دستورالعمل قابل اجرا در اختیار گزینه‌ها و همراه با آن، فرض دلالت آن بر اینکه مقایسه رتبه‌ها بین‌فردی است منجر به مسایل احتمالی زیر می‌شود:

- اول، ممکن است گزینه‌هایی در مقیاس باشد که به‌طور کافی روشن نشده‌است، با این نتیجه که ترتیب گزینه‌ها توسط پاسخگویان ممکن است برای زیرگروه‌های مختلف متفاوت باشد.

- برای مثال، با توجه به سابقه شخصی پاسخگو در رابطه با رابطه متفاوت با اعضای مختلف خانواده، یک پاسخگو ممکن است نسبت به ازدواج والدین مطلقه یا بیوه خود یا ازدواج خواهر یا برادرش با یکی از اعضای گروه محروم بی‌تفاوت باشد ولی نسبت به ازدواج فرزندش با یکی از اعضای آن گروه‌ها اعتراض نماید.
- علاوه بر این، سطوح مختلف دلبستگی به اعضای خانواده ممکن است واکنش‌های متفاوتی را به دنبال داشته باشد: یک پاسخ دهنده که باورمند است معاشرت با اعضای یک گروه محروم ممکن است به‌طور همزمان مضر باشد:

آ) اعتراض به پیشنهاد ازدواج یکی از اعضای گروه با یکی از اعضای نزدیک خانواده که مخاطب نسبت به او محبت زیادی دارد،
ب) نسبت به ازدواج عضو آن گروه با یکی از اعضای خانواده که مخاطب تماس چندانی با او ندارد، بی‌تفاوت بوده یا با کمال میل بپذیرید.
س) از آسیب احتمالی که پاسخگو پیش‌بینی می‌کند ازدواج با آن عضو گروه به یکی از اعضای خانواده که مخاطب با او دشمنی می‌کند، استقبال می‌کند.
- ثانیاً، وضعیت تجمعی مقیاس ارائه شده در برابر تفاوت‌های فردی، خرده فرهنگی و فرهنگی در موقعیت‌های نسبی این اقلام و همچنین تغییرات آن ترتیب‌ها از زمان توسعه مقیاس، آسیب‌پذیر است.

- تفاوت در ترتیب این موارد، قابلیت اطمینان بین رتبه‌بندی‌کننده هر نظرسنجی فردی را کاهش می‌دهد که در یک زمان معین انجام شده‌است.

- به عنوان مثال، فردی که با اعضای خانواده اش بیگانه است، ممکن است برای ازدواج با کسانی که در حلقه دوستان نزدیک او قرار دارند، اهمیت بیشتری قایل شود و پاسخگویانی که مهارت‌های اجتماعی ضعیفی دارند و اضطراب این ضعف، توانایی پاسخگوی را برای ایجاد دوستی محدود می‌کند، ممکن است از هر کسی حتی از شخصی استقبال کند که گروهی قرار دارد که پاسخگو از آن ناراضی است.
- هرچه تعداد افرادی که این آیتم‌ها را در ترتیب‌های مختلف قرار می‌دهند بیشتر باشد، نظمی که از طرف اکثریت یا تعدادی از افراد مورد بررسی مورد پسند مردم قرار می‌گیرد، کمتر است. این مشکل شامل  کاسه سالاد سناریوی چندفرهنگی است که در آن زیر مجموعه‌های یک جامعه کلی از نظر داخلی نسبتاً همگن هستند ولی ویژگی‌هایی را حفظ می‌کنند که آنها را از سایر زیر مجموعه‌ها متمایز می‌کند.

- هرچه فاصله زمانی بین یک سری از نظرسنجی‌ها بیشتر باشد، نظرسنجی‌های متقابل زمانی آسیب پذیرتر از تغییرات نظم هستند که معیار مورد استفاده برای ارزیابی نتایج یک نظرسنجی مشخص و تغییرات بین نظرسنجی‌های پی در پی است.

- به عنوان مثال، در فرهنگ‌هایی که متوسط روابط اجتماعی بین اعضای یک جامعه جغرافیایی از زمان توسعه مقیاس کاهش یافته‌است (همان‌طور که مطالعاتی همانند "بولینگ تنها" رابرت پاتنام در رابطه با ایالات متحده پیشنهاد کرده‌است)، تعداد قابل توجهی از افراد ممکن است بیشتر با همکاران خود تعامل داشته باشند تا با همسایگان فیزیکی خود و برای این افراد حضور یکی از اعضای گروه نامطلوب در همان محل کار ممکن است نسبت به محل اقامت آن عضو در همان خیابان قابل اعتراض باشد.
- به همین ترتیب، مخصوصاً برای نسل‌های جوانتر، که اعضای آنها از نظر جغرافیایی به‌طور متوسط نسبت به بزرگانشان در سن قابل مقایسه بیشتر متحرک هستند، تعداد قابل توجهی از افراد ممکن است بیشتر با دوستان، همکاران و / یا همسایگان خود تعامل داشته باشند تا با خواهر و برادر، والدین و / یا فرزندان شوهرشان، به این ترتیب که ممکن است پاسخگویان تصور کنند هر روز با داشتن یکی از اعضای گروه ناخوشایند به عنوان خویشاوند نسبت به او، کمتر از داشتن آن فرد به عنوان همکار یا همسایه اذیت می‌شوند. علاوه بر این، یک پاسخگو که ترجیح می‌دهد با اعضای گروه‌های خاصی معاشرت نکند ولی به آزادی انجمن دیگران احترام می‌گذارد، ممکن است انتخاب یکی از اقوام نزدیک خود را برای عضویت در گروهی که دوست ندارند، به عنوان همسر بپذیرد، حتی زمانی که پاسخگو از در نظر گرفتن انتخاب گروه توسط یکی از دوستان نزدیک خودش خودداری کند.

- سوم، فرض تفاوت مساوی در فاصله اجتماعی کمی بین گزینه‌های مختلف، هر گونه تلاش برای تعمیم و / یا مقایسه را، اعم از درون فردی یا بین فردی و چه برای نظرسنجی‌های زمانی، طولی یا بازه ای، پیچیده می‌کند.

- به عنوان مثال، اگر یک پاسخگو تفاوت فاصله اجتماعی بین "۳" و "۴" را بیشتر یا کمتر از تفاوت بین "۵" و "۶" بداند، احتمالاً نمی‌توان استنباط کرد که یک مورد نامطلوب است گروه در سطح "۶" دو برابر گروه ناسازگار در سطح "۳" فاصله دارد و حتی اگر دو پاسخگو در مورد سطح کمی فاصله مربوط به هر گزینه به توافق برسند، میانگین پاسخ "۲" از یکی و پاسخ "۶" از طرف دیگر به عنوان "۴" دقیق نیست.

- این مشکل زمانی تشدید می‌شود که افراد مختلف سطوح مطلق متفاوتی از فاصله را با گزینه‌های داده شده در مقیاس و با آنها مقادیر متفاوت مطلق تفاوت ایجاد کنند.
- مفهوم‌سازی بوگاردوس تنها ادبیات جامعه‌شناسی نیست. چندین جامعه‌شناس اشاره کرده‌اند فاصله اجتماعی را می‌توان بر اساس پارامترهای دیگر مانند فراوانی تعامل بین گروه‌های مختلف یا تمایزهای هنجاری در یک جامعه در مورد اینکه چه کسی باید "خودی" یا "خارجی" تلقی شود، تصور کرد.[۳]
- مقیاس به دلیل بیش از حد ساده مورد انتقاد قرار گرفته‌است زیرا تعاملات اجتماعی و نگرش‌ها در روابط خانوادگی یا نوع‌دوستانه نزدیک حداقل برای برخی افراد از نظر کیفی متفاوت از تعاملات اجتماعی و نگرش نسبت به روابط با مخاطبین دور مانند شهروندان یا بازدیدکنندگان در کشورشان است.